# 卡尼德卢 (孔迪镇)
卡尼德卢是葡萄牙波尔图区的一个堂区。总面积3.75平方公里，总人口941人，人口密度250.9人/平方公里。